# 卡索拉
卡索拉（義大利語：Cassola），是意大利维琴察省的一个市镇。总面积12.72平方公里，人口14091人，人口密度1107.8人/平方公里（2009年）。ISTAT代码为024026。